# Argumentum ad populum

Un argumentum ad populum (latină: "apelul la lume") cunoscut și ca apelul la majoritate, în logică, este o eroare de argumentare care conclude că o propoziție este adevărată deoarece foarte multă lume crede că este adevărată; cu alte cuvinte "dacă mulți cred, atunci așa este". În etică acest argument este formulat astfel: "Dacă mulți consideră că este acceptabil, atunci este acceptabil."
Acest argument mai este cunoscut sub diverse denumiri: apelul la mase, apelul la credință, apelul la lume, apelul la popularitate, apelul la consens, apelul la vogă, autoritatea celor mulți, tirania majorității, iar în latină sub denumirile: 'argumentum ad populum' ("apelul la lume"), argumentum ad numerum ("apelul la număr") sau consensus gentium ("consensul clanurilor"). Este de asemenea fundamentul unor serii de fenomene sociale, printre care susținerea comunitară, efectul "la modă" (peiorativ numit și instinctul de turmă).

## Logica
Eroarea logică are următoarea formă:
Mare parte a oamenilor susțin X.
Prin urmare X este adevărat.
sau
Idea X este populară
Prin urmare, idea X este corectă.

## Exemple
Eroarea logică este comisă atunci când se încearcă convingerea unei persoane că o teorie populară este adevărată
- Din moment ce 88% din persoanele chestionate cred în OZN-uri, rezultă că OZN -urile trebuie să existe.
- Din moment ce mare parte a lumii crede în Holocaust, el trebuie să existe.

Câteodată este comisă când se încearcă convingerea unei persoane că o teorie nepopulară este falsă.
- Este prostesc să afirmi că Hitler nu ar fi atacat SUA dacă nu ar fi intrat în Al II-lea Război Mondial. Toată lumea știa că avea în plan cucerirea întregii lumi.

Adesea eroarea este întâlnită în argumente legate de etică:
- Majoritatea americanilor susțin că Războiul din Vietnam a fost moral greșit. De aceea acel război a fost moral greșit.
- Din moment ce mare parte a populației de pe glob se hrănește cu carne, nu există probleme etice privind mâncatul cărnii.

Apare și în marketing:
- Marca X de aspirator este marca leader în SUA. Ar trebui să cumperi marca X de aspirator.

Alte exemple:
- Cincizeci de milioane de fani Elvis nu pot fi în eroare.
- Creștinismul este religia cu cel mai mare număr de credincioși în lume, deci trebuie să fie adevărată.
- "Toate societățile credeau în magie, în afară de a noastră, de ce am gândi altfel?" "Toate societățile în afară de a noastră credeau că soarele se învârte în jurul pământului, mai degrabă decât invers. Ai decide acest lucru prin votul majorității?" - Isaac Asimov
- La tribunal juriul decide prin majoritate, prin urmare el va da întotdeauna decizii corecte.
- Ar trebui să te uiți pe ProTV, este cel mai popular canal de televiziune anul acesta.

## Explicație
Apelul la majoritate (argumentum ad populum) este un hering roșu și o eroare logică genetică. Apelează la termeni probabilistici, dat fiind că 75% din populație răspunde A la o întrebare, când răspunsul nu este cunoscut, argumentul formulează că este rezonabil să se asume că răspunsul este într-adevăr A. În cazul în care răspunsul poate fi cunoscut dar nu este cunoscut de cei întrebați, apelul la majoritate poate furniza un răspuns posibil cu o probabilitate înaltă de a fi corect.
Argumentum ad populum este logic eronat deoarece simplul fapt că o credință este susținută de largi mase, nu garantează în mod necesar că acea credință este corectă; dacă credința unui individ poate fi greșită atunci credința susținută de mai multe persoane poate fi de asemenea greșită.

### Evidențe
- Cineva ar putea afirma că fumatul este o îndeletnicire sănătoasă din moment ce milioane de oameni fumează. Totuși cunoscând pericolul fumatului, de fapt noi spunem că fumatul nu este o îndeletnicire sănătoasă, chiar dacă milioane recurg la el.

## Excepții
Apelul la credință este valid doar atunci când întrebarea este dacă acea credință există. Apelul la popularitate va fi valid doar atunci când întrebarea este dacă credința este larg răspândită și până la ce grad. Cu alte cuvinte, Argumentum ad populum demonstrează că o credința este populară nu și că ar fi adevărată.

### Democrație
"Corectitudinea" proceselor electorale constă în acceptarea a priori din partea electoratului că rezultatul alegerilor ar trebui legiferate indiferent care ar fi.
- "Majoritatea membrilor votanți ai Clubului Industriașilor în reunirea de anul trecut a decis că Clubul ar trebui să-și crească fondurile în octombrie. Prin urmare Clubul ar trebui să-și crească fondurile în octombrie."

Democrația prin votul multiplu este bazată pe apelul la popularitate. Dar ca și sens de determinare a adevărului unei credințe, este o eroare de logică. Democrația însă nu clarifică acest lucru, ci doar face ca acestă eroare logică să fie irelevantă prin definirea legilor ca fiind mai degrabă subiective decât obiective. Totuși, acceptarea politicilor și a candidaților s-a dovedit ca fiind bine corelată cu eficacitatea lor. Ca și sistem politic de luare a deciziilor, sistemul electoral se prezintă ca fiind favorabil în comparație cu sistemul fiat ca cel al feudalismului și a pseudo-democrațiilor ca cele cu un singur partid.
Argumentum ad populum explică cum anumite democrații au căzut victime ale acestui principiu. (vezi propaganda și nazismul german)

### Convenție socială
Problemele convenției sociale, precum cele de etichetă sau maniere politicoase, depind de larga acceptare a convențiilor. Astfel, argumentum ad populum nu este o eroare logică atunci când se referă la convingerile populare despre ce este politicos și potrivit.
- "Majoritatea oamenilor în Rusia consideră că este politicos pentru bărbați să se pupe ca formă de salut. Prin urmare în Rusia este politicos pentru bărbați să se pupe când se salută."

Oricum, convențiile sociale se pot schimba, câteodată chiar foarte repede. De aceea faptul că în Rusia acest an se considera că este politicos să te pupi nu poate fi folosit ca evidență că toată lumea dintotdeauna credea asta, sau că rușii întotdeauna așa ar trebui să creadă.
Întrebările filozofice privind relativismul moral se leagă de faptul dacă astfel de argumente se aplică la fraze cu conținut moral.

### Siguranță
Urmărirea unei doctrine mai degrabă prin decizie populară decât prin design logic, poate fi o problemă de siguranță sau conveniență:
- Toți englezii consideră că ar trebui să conduci pe partea stângă a străzii. Prin urmare, când te afli în Anglia ar trebui să conduci pe partea stângă a străzii.

În acest caz, alegerea pe care parte a străzii să conduci este arbitrară. Totuși pentru a evita coliziunile frontale, toți conducătorii auto trebuie să cadă de acord. În majoritatea cazurilor, ceea ce este fără pericol să se facă depinde de ceea ce ceilalți se așteaptă ca cineva să facă, deci prin "popularitatea" alegerii.

## Vezi
- Argumentum ad hominem
- Logică